# 中村俊子
中村 俊子（なかむら としこ、1937年 - ）は、日本のフラワーデザイナーである。雅号は「俊映 （しゅんえい）」。2006年（平成18年）度の「現代の名工」（職種：フラワー装飾師）として表彰されている。

## 人物
公益社団法人日本フラワーデザイナー協会公認のメティエフローラルアートスクールを主宰する。フラワー装飾に従事し、1級フラワー装飾技能士の資格を持つ。生花装飾に必要な保水方法を考案し、フラワー装飾業界の生産性向上に貢献し、後進の育成にも尽力している。1997年度（平成9年度）の「なにわの名工」大阪府優秀技能者にも選定されている。2009年（平成21年）春の褒章受章者 (2009年4月29日付け発令) 黄綬褒章*受章

## 協会会員・役員等
以下のような協会等の会員や役員になっている。
- 公益社団法人日本フラワーデザイナー協会 名誉本部講師
- 英国フラワーアレンジャー協会 会員
- 大阪府花道家協会 理事
- 日本いけばな芸術協会 特別会員
- イケバナインターナショナル 会員
- 華道草月流師範会 理事

## 著書
- 保育社 カラーブックス「花ことばファンタジー」
- 保育社 カラーブックス「行事の花ばな」